# Murbryum
Murbryum (Bryum caespiticium) är en bladmossart som beskrevs av Hedwig 1801. Murbryum ingår i släktet bryummossor, och familjen Bryaceae. Arten är reproducerande i Sverige. Inga underarter finns listade i Catalogue of Life.

## Bildgalleri

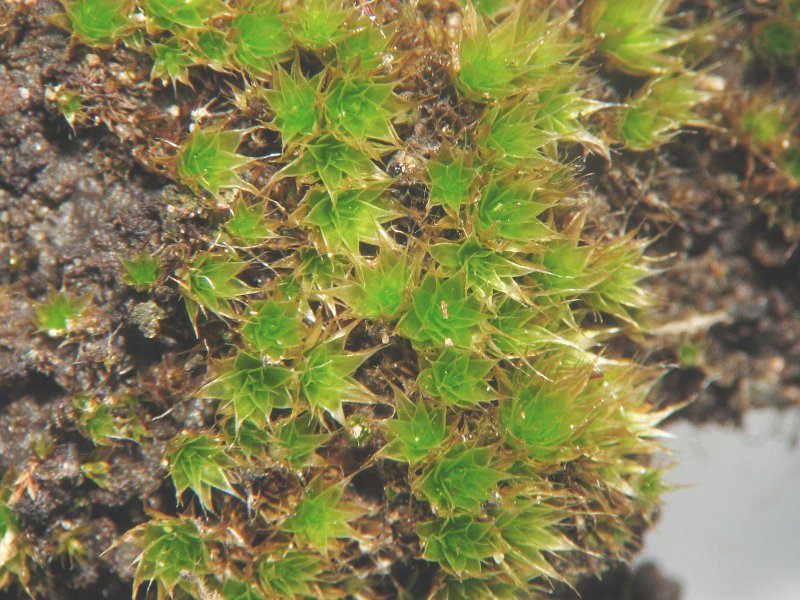